# Volker Krawczak
Volker Krawczak, född 5 oktober 1962 i Bochum, är en tysk basist.
Krawczak spelade åren 1981–1986 bas i det tyska heavy metal-bandet Steeler och medverkade på gruppens två första studioalbum Steeler (1984) och Rulin' the Earth (1985). Han tvingades därefter lämna gruppen eftersom han ansågs vara för fet, något som inte passade gruppens image med långa smala musiker. Sedan 1989 spelar han bas i den forne Steeler-medlemmen Axel Rudi Pells soloprojekt.

## Diskografi
Steeler
- 1984 – Steeler
- 1985 – Rulin' the Earth

## Utrustning
Basar
- Sandberg California VM[3]
- Musicman Stingray[3]
- Fender Precision[3]
- Ibanez Soundgear[3]

Förstärkare
- Peavey Tour 700 head[3]
- Peavey VB 810 cab[3]
- Peavey Tour Series TNT 115 combo[3]
- Tech 21 Sansamp PSA 1[3]